# Sportgroschen
Der Sportgroschen des DFB und anderer Sportverbände war ein Zuschlag auf den Preis verkaufter Eintrittskarten, der an das DFB-Sozialwerk gespendet wurde. Obwohl der Name eine Höhe von 0,10 DM vermuten lässt, ergab sich der Zuschlag tatsächlich aus dem Rundungsbetrag auf den nächsten vollen DM-Betrag. In Deutschland wurde der Sportgroschen vom Hauptausschuss im November 1953 beschlossen und trat am 1. Januar 1954 in Kraft. Mitte der 1990er Jahre hat der DFB den Sportgroschen abgeschafft, andere Verbände wie der Sportbund Rheinhessen erheben ihn jedoch weiterhin.
In Wien wurde der Sportgroschen analog zur Vergnügungsteuer eingehoben, falls die Veranstaltung einen sportlichen oder überwiegend sportlichen Charakter besitzt. Die beträgt meist 10 % des Eintrittsgeldes (ohne Umsatzsteuer), aber in Ausnahmefällen kann er bis auf 5 % gesenkt werden. Definiert ist er im Sportgroschengesetz 1983 idF LGBl 1990/73. Mit Wirkung zum 1. Januar 2002 wurde der Ausdruck „Sportgroschen“ durch den Ausdruck „Sportförderungsbeitrag“ ersetzt und der Titel des Gesetzes von „Sportgroschengesetz für Wien 1983“ auf „Wiener Sportförderungsbeitragsgesetz“ geändert.